# Zálesí (Drážov)
Zálesí (dříve též Zalezlé) je vesnice, část obce Drážov v okrese Strakonice v Jihočeském kraji. V roce 2011 zde trvale žilo 64 obyvatel.
Poblíž je hospodářské družstvo a rybník U Fišerů, který však není vhodný pro koupání. Ve vesnice byly zasazeny památné lípy, jedna na chalupách, dvě u kapličky, zůstala jedna. Lípy byly vysazené 18. května 1919 u příležitosti konce první světové války. U příležitosti 100. výročí zasazení těchto lip a k výročí vzniku Československa byla v květnu 2019 vysazena na chalupách další lípa.

## Geografie
Zálesí se nachází asi tři kilometry severně od Vacova, sedmnáct kilometrů jihozápadně od Strakonic a sedmnáct kilometrů východně od Sušice v průměrné nadmořské výšce 726 metrů. Rozloha katastrálního území je 454 hektarů. Jihozápadní hranice katastru tvoří hranici mezi okresy Strakonice a Prachatice, severozápadní část pak tvoří krajskou hranici mezi Jihočeským a Plzeňským krajem.
Okolí vesnice představuje nejvýše položenou část strakonického okresu. Okolí vesnice patří k Drážovské vrchovině, části Mladotické vrchoviny, která patří do Šumavského podhůří. Geologické podloží tvoří zejména pararuly a migmatity. Necelé dva kilometry jihozápadně od Zálesí se v jeho katastru vesnice nachází vrch Zahájený (846 metrů), který je nejvyšším bodem okresu Strakonice. Dalším vrcholem v blízkém okolí je Kůstrý (845 metrů), vzdálený asi dva kilometry severozápadně. Jižním územím obce protéká potok Božetín, který se nad Chvalšovicemi vlévá do Peklova.

### Členění vesnice
Vesnice se tradičně člení na tři části: Ves (v okolí kapličky), Chalupy (od školy na západ podél místní komunikace) a Samoty (roztroušené chalupy kolem silnice na Vacov, patří mezi ně například samoty Paloucký či Korytský).
Mezi další samoty v okolí patří Mačura, Hajnice či Růždí (to se již těsně nachází v katastrálním území Malče).

## Historie
První písemná zmínka o vesnici pochází z roku 1544.

## Obyvatelstvo
| Rok            | 1869 | 1880 | 1890 | 1900 | 1910 | 1921 | 1930 | 1950 | 1961 | 1970 | 1980 | 1991 | 2001 | 2011 | 2021 |
| -------------- | ---- | ---- | ---- | ---- | ---- | ---- | ---- | ---- | ---- | ---- | ---- | ---- | ---- | ---- | ---- |
| Počet obyvatel | 356  | 362  | 406  | 413  | 414  | 372  | 326  | 212  | 223  | 161  | 116  | 95   | 85   | 64   | 77   |
| Počet domů     | 42   | 47   | 53   | 52   | 59   | 59   | 62   | 65   | 57   | 58   | 47   | 53   | 35   | 48   | 51   |

## Obecní správa
Při sčítání lidu v letech 1850–1899 Zálesí bylo osadou obce Dobrš v okrese Strakonice. V letech 1900–1963 bylo samostatnou obcí, se kterým patřilo nejprve do okresu Strakonice, ale v roce 1950 v okrese Vimperk. Od roku 1964 je částí obce Drážov v okrese Strakonice.

## Doprava
Zálesím prochází silnice III. třídy č. III/17019, která vede z Dobrše a napojuje se na silnici silnici II. třídy č. 171 severně od Vrbice, silnice II/171 tvoří jihozápadní hranici katastru Zálesí.
Ve vesnici funguje v pracovní dny autobusová doprava, která vesnici spojuje s Vacovem, Česticemi a Strakonicemi. Autobusy na katastru vesnice zastavují na 4 zastávkách:
- Drážov, Zálesí, Jednota – u hospody a zemědělského družstva
- Drážov, Zálesí, škola – u budovy školy
- Drážov, Zálesí, samoty – u samot směrem na Vacov
- Drážov, rozc. Vrbice 1.0 – u křižovatky silnic III/17019 a II/171, u tzv. Hajnice

## Společenský život
Ve vesnici funguje více než 100 let Sdružení dobrovolných hasičů, který pořádá různé společenské akce jako je masopust, pouť či dětský den u rybníka U Fišerů. Nejvíce společenských a kulturních akcí se odbývá v místní hospodě, mezi takové akce patří i minifestival Vasil (koná se mezi Vánoci a Silvestrem).
Vesnicí prochází od roku 2019 zeleně značená turistická trasa (vede z Dobrše dále přes Mačuru, Benedu a Růždí do Strašína a Kašperských Hor).
Na území vesnice působí i drážovský myslivecký spolek Stráně.

## Pamětihodnosti
- Již nefunkční škola z roku 1925, slouží na rekreační pobyty dětí (v nájmu ji má Domov dětí a mládeže Strakonice).[11][12] V budově se nacházela i prodejna potravin (fungovala do zavedení EET v roce 2017).[13]
- Kaple svatého Jana Nepomuckého na návsi z roku 1862.
- Zbytky staré vápenky (směrem na Vacov).
- Hostinec U Pasáků (nazývaný také U Puškina)[10]

## Fotogalerie

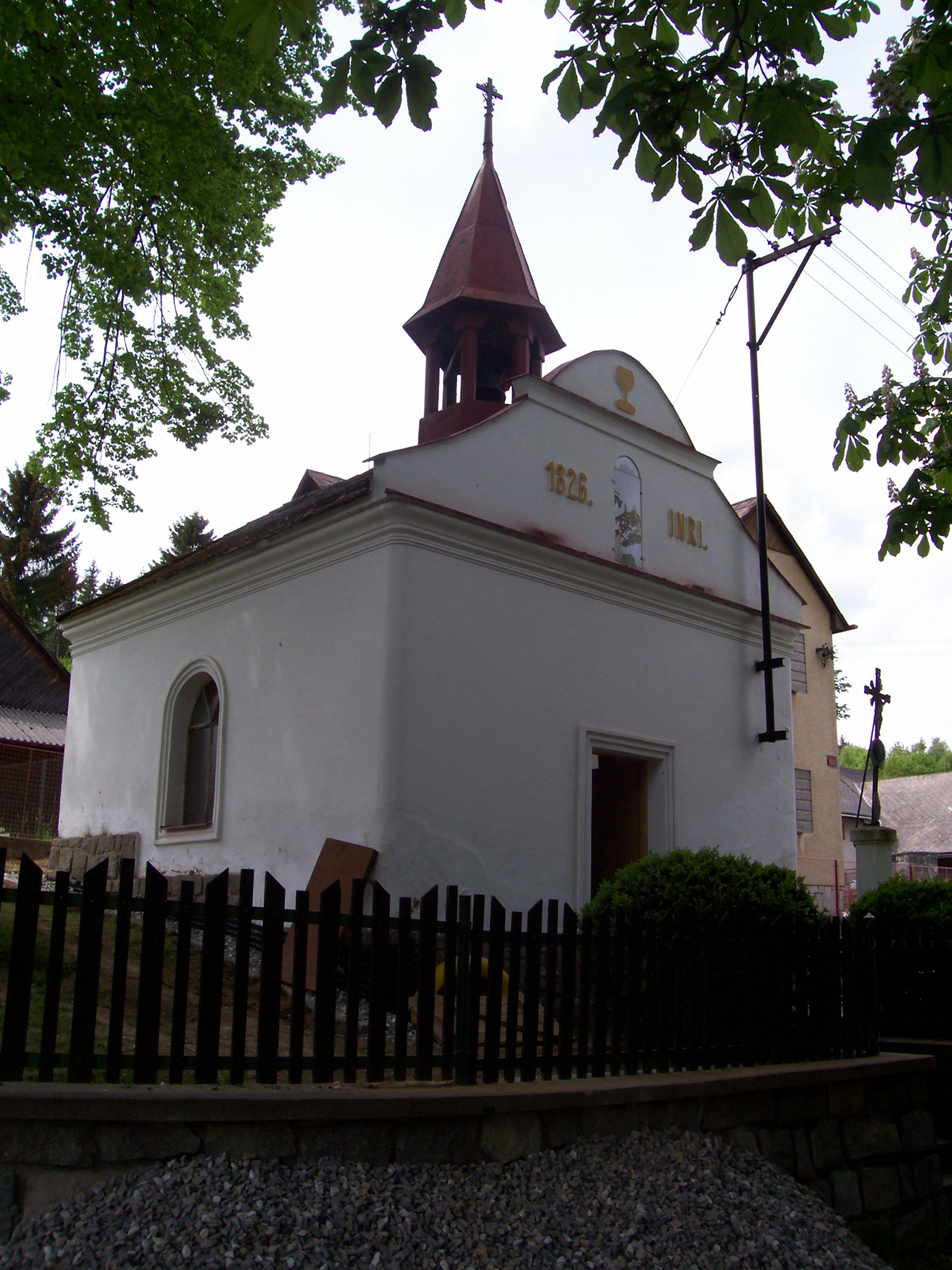
Kaple v Zálesí
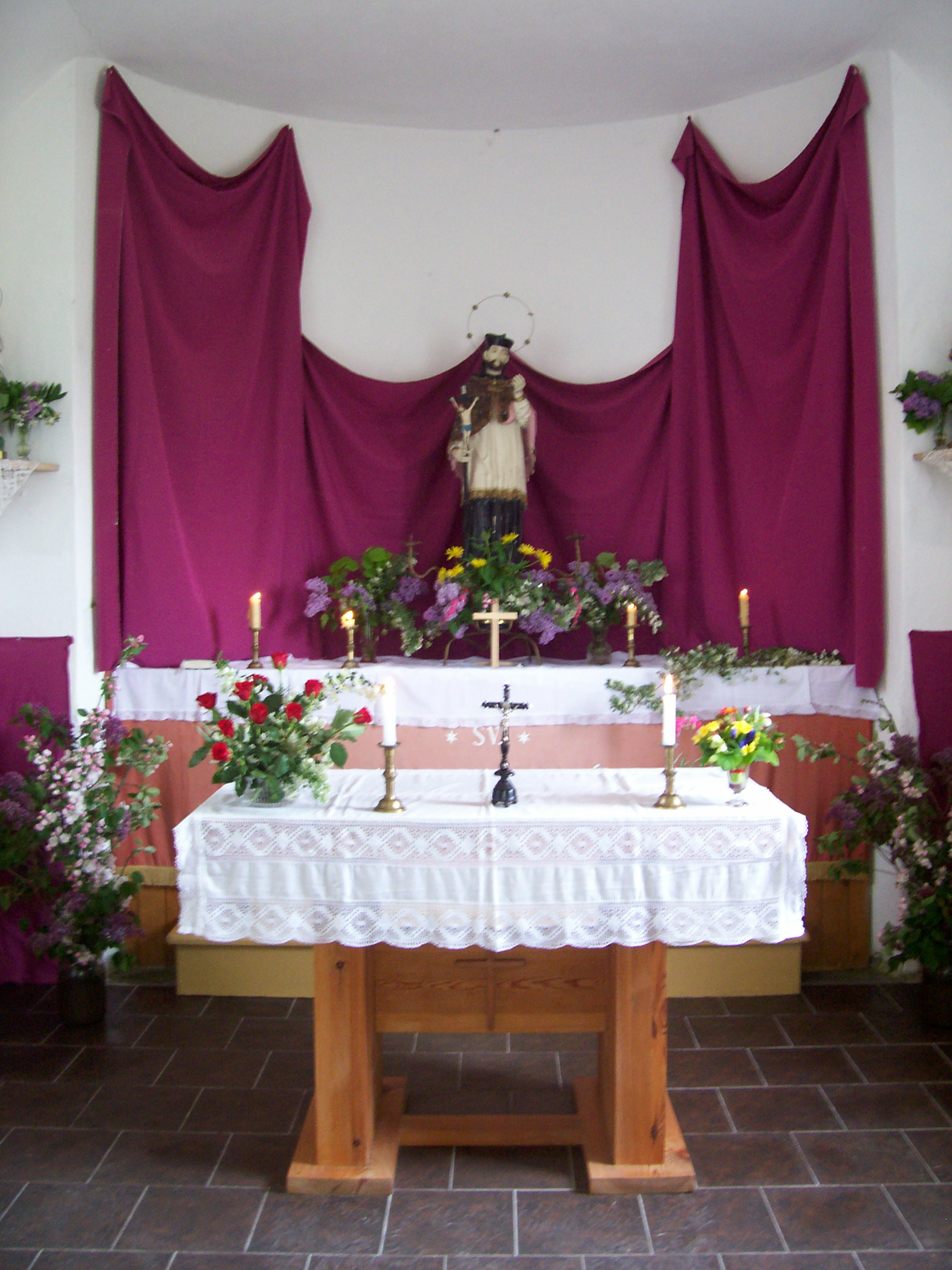
Interiér kaple
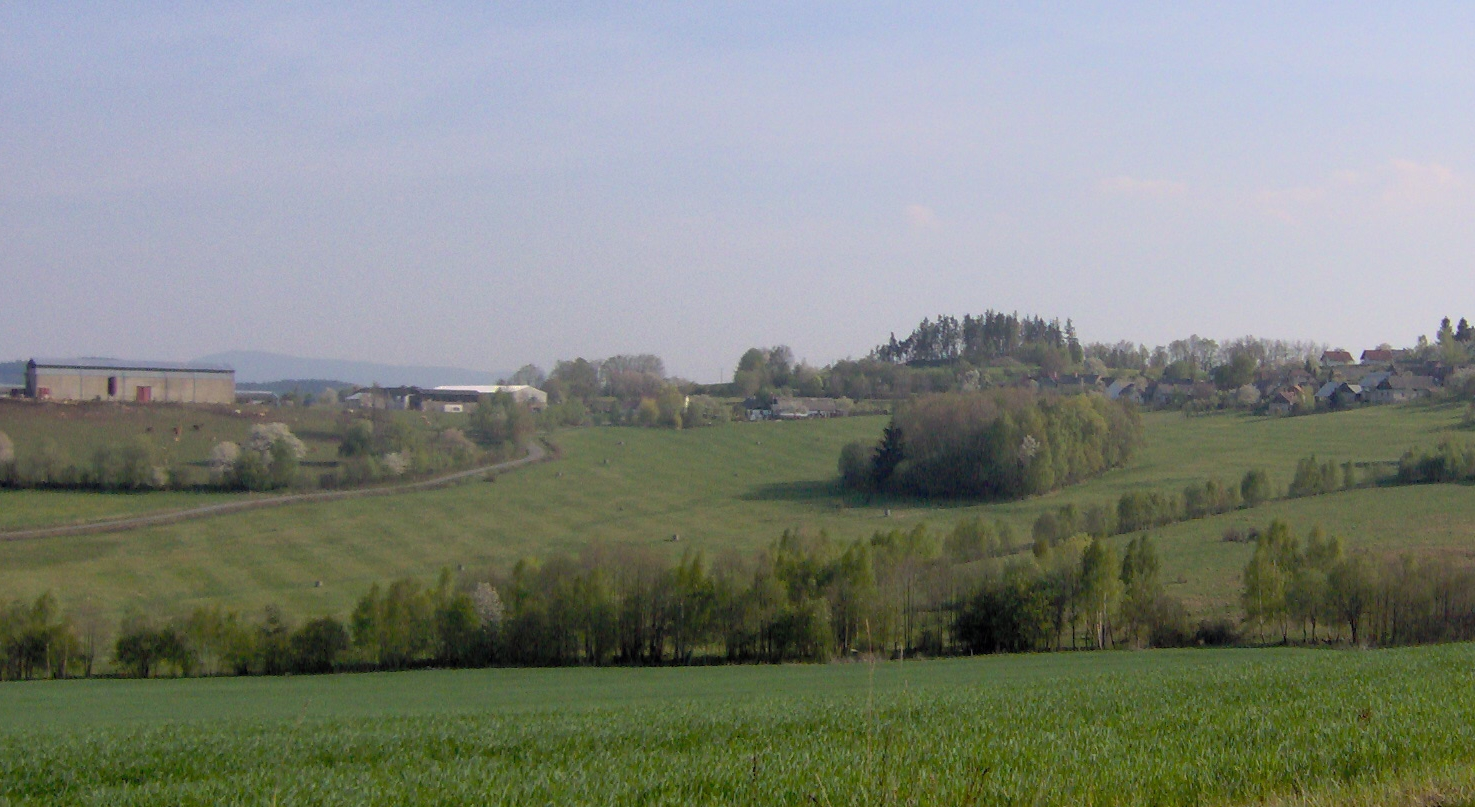
Pohled na Zálesí od Kváskovic
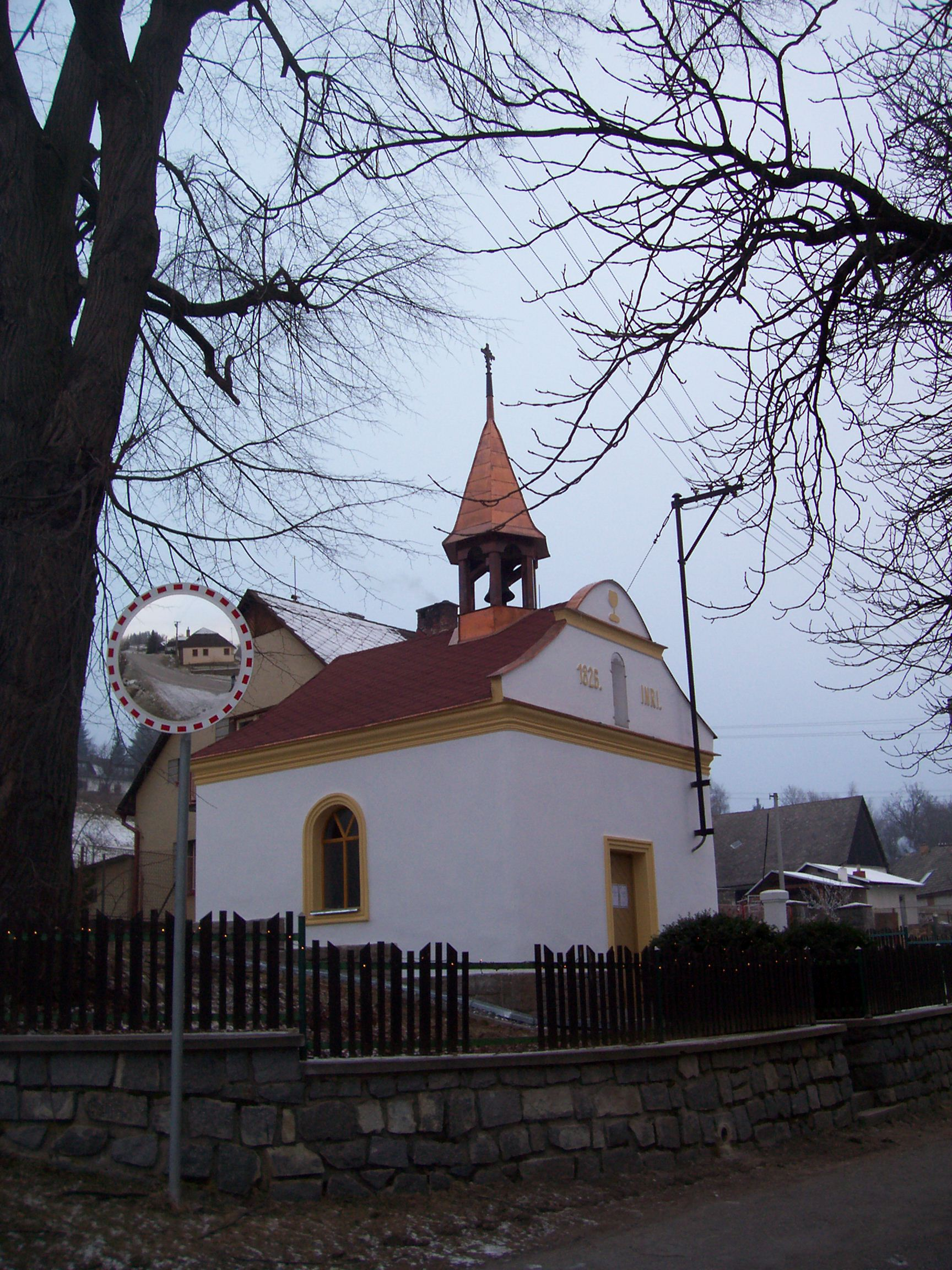
Kaple v lednu 2009 po rekonstrukci
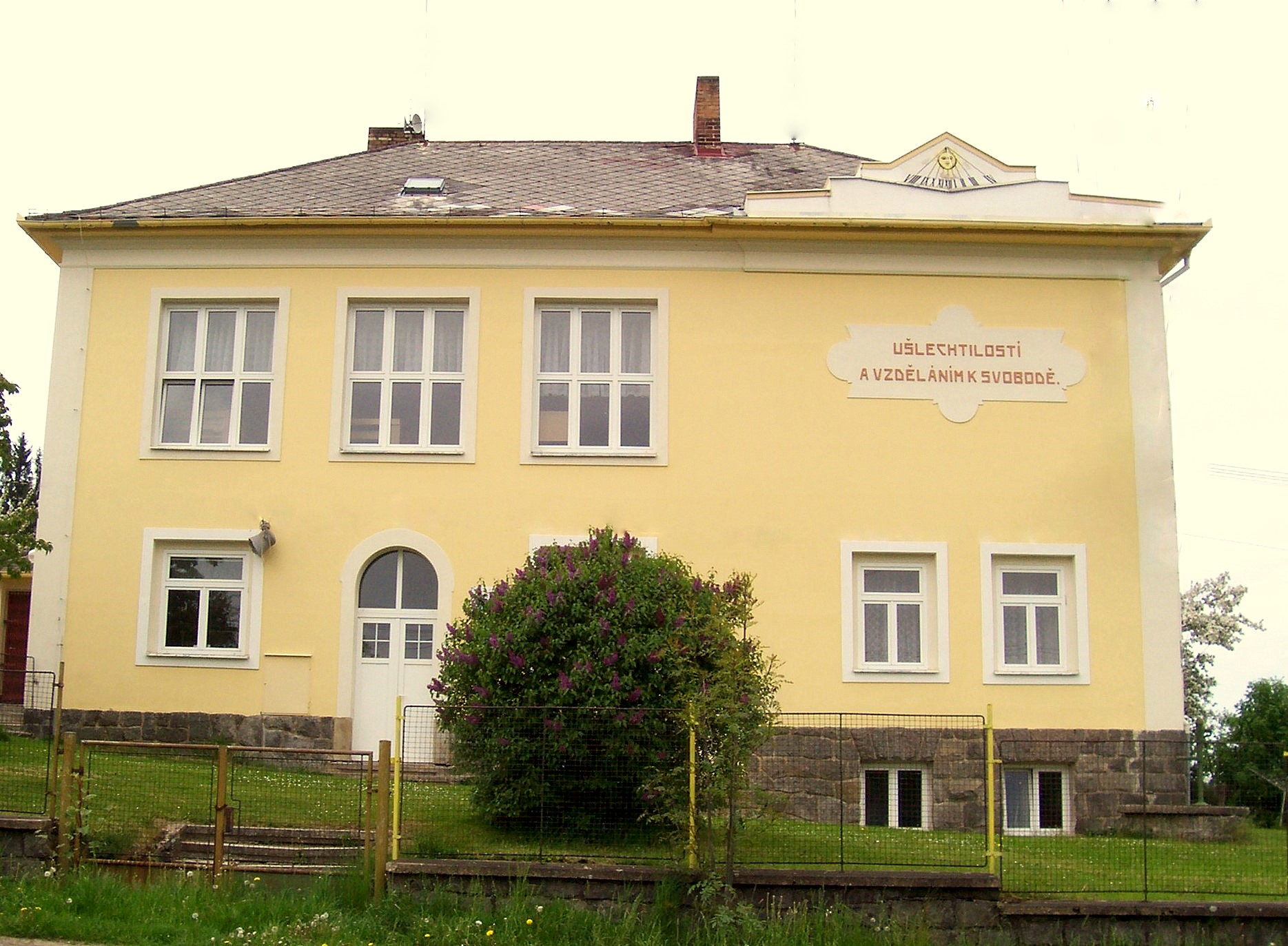
Bývalá škola